# Juliane Werding
Juliane Werding (Essen, 19 de julho de 1956) é uma cantora alemã.

## Discografia
- In tiefer Trauer (1972)
- Mein Name ist Juliane (1973)
- Wenn du denkst, du denkst, dann denkst du nur, du denkst (1975)
- … ein Schritt weiter (1976)
- Oh Mann, oh Mann (1977)
- Traumland (1982)
- Sehnsucht ist unheilbar (1986)
- Ohne Angst (1987)
- Jenseits Der Nacht (1987)
- Tarot (1988)
- Zeit Fuer Engel (1990)
- Zeit Nach Avalon Zu Geh'n (1991)
- Sie Weiss Was Sie Will (1992)
- Stimmen im Wind (1993)
- Du Schaffst Es (1994)
- Alles Okay (1995)
- Land Der Langsamen Zeit (1997)
- Sie (1998)
- Es Gibt Kein Zurueck (2000)
- Die welt danach (2004)
- Sehnsucher (2006)
- Ruhe Vor Dem Sturm (2008)